# فرشتگان در آمریکا (مینی‌سریال)
فرشتگان در آمریکا (به انگلیسی: Angels in America) یک مینی سریال آمریکایی- کانادایی است که در سال ۲۰۰۳ در شبکهٔ تلویزیونی اچ بی او تولید شد. این سریال اقتباسی است از نمایشنامه‌ای به همین نام که بخش نخست آن ([پایان]هزاره نزدیک می‌شود) در سال ۱۹۹۳ برندهٔ جایزهٔ پولیتزر شد. تونی کوشنر، نویسندهٔ نمایشنامهٔ فرشتگان در آمریکا نگارش فیلمنامهٔ اقتباسی را نیز برعهده داشته و مایک نیکولز آن را کارگردانی کرده‌است.
داستان فیلم در سال ۱۹۸۵ اتفاق می‌افتد و دربارهٔ رابطهٔ دو زوج است که در گیر و دار سیاست‌های دوران ریاست جمهوری ریگان، فراگیر شدن بیماری ایدز و تغییرات پرشتاب فضای سیاسی و اجتماعی روایت می‌شود.
شبکهٔ اچ بی او این سریال را به دو شکل متفاوت پخش کرد:
1. دو قسمت سه ساعته با نام‌های [پایان] هزاره نزدیک می‌شود و بازسازی[۲]،
2. ۶ فصل یک ساعته که سه فصل اول به نام خبرهای بد،  در ویترو و پیام‌آور در ۷ دسامبر ۲۰۰۳ به نمایش درآمد. سه فصل آخر به نام‌های تکان نخورید!، ورای نلی و بهشت، من در بهشتم هفتهٔ بعد از آن پخش شد.

فرشتگان در آمریکا در سال ۲۰۰۳ پربیننده‌ترین فیلم تلویزیون کابلی بود و در عین حال واکنش مثبت منتقدان را نیز به همراه داشت. این فیلم در چندین رشته برنده و نامزد جایزهٔ امی و گلدن گلاب شده‌است. در سال ۲۰۰۶ نشریهٔ سیاتل تایمز، به مناسبت بیست‌وپنجمین سالگرد روز جهانی ایدز، این مجموعه را در فهرست فیلم‌هایی که «به بهترین نحو ایدز را به تصویر کشیده‌اند» قرار داد.

## خلاصه داستان
سال ۱۹۸۵: خدا بهشت را ترک کرده، رونالد ریگان برای بار دوم رئیس‌جمهور آمریکا شده و مرگ با داسی به نام ایدز، بی‌صدا، به جان مردم افتاده‌است. در منهتن، پرایر والتر به لوییس (که چهار سال عاشق و معشوق یکدیگر بودند) خبر می‌دهد بیمار است. لوییس نمی‌تواند با بیماری پرایر کنار بیاید و او را ترک می‌کند. جو پیت، وکیل جمهوریخواه، که یک مورمون معتقد است، برای پذیرفتن شغلی در وزارت دادگستری ایالات متحدهٔ آمریکا از سوی روی کان، وکیل و کارچاق‌کن دست راستی، تحت فشار قرار دارد. پیت و کان هر دو هم‌جنس گرا هستند اما هریک به دلیلی این موضوع را انکار می‌کند. پیت به دلیل اعتقادات سفت و سخت مذهبی‌اش و کان چون از به خطر افتادن شهرت و قدرتش بیمناک است. هارپر، همسر پیت، که به والیوم معتاد است و دائماً در توهم به سر می‌برد، در جستجوی راهی‌ست تا از زندگی زناشویی سرد و خالی‌اش فرار کند. در این میان، فرشته‌ای پرایر را به پیامبری مبعوث می‌کند. مادر پیت و بلیز (دوست صمیمی پرایر) او را در انتخاب راهی که در پیش دارد یاری می‌کنند. جو پیت همسرش را ترک می‌کند و مدتی با لوییس زندگی می‌کند اما این رابطه دوامی ندارد. روی کان که در ابتدای فیلم معلوم می‌شود به بیماری ایدز مبتلاست در آخرین روزهای عمرش با روح اتل روزنبرگ دست و پنجه نرم می‌کند.
با پیش‌رفت داستان، این آدم‌های سرگشته، در کنار یکدیگر جمع می‌شوند و عشق، تنهایی و رنج از دست دادن را تجربه می‌کنند و در نهایت بخشش را می‌آموزند و راهی می‌یابند تا با بی‌کسی و بی‌پناهی کنار بیایند.

## بازیگران
- آل پاچینو، در نقش روی کوهن
- مریل استریپ، در نقش هانا پیت/ اتل روزنبرگ/ خاخام/ فرشتهٔ استرالیا
- پاتریک ویلسون، در نقش جو پیت/ اسکیموی اهل آنتارکتیکا
- مری لوییس پارکر، در نقش هارپر پیت
- اما تامسون، در نقش پرستار امیلی/ زن بی‌خانمان/ فرشتهٔ آمریکا
- جاستین کرک، در نقش پرایر والتر/ مرد در پارک
- جفری رایت، در نقش آقای لایز (آقای دروغ)/ بلیز/ مرد بی‌خانمان/ فرشتهٔ اروپا
- بن شنکمن، در نقش لوییس آیرونمن/ فرشتهٔ اقیانوسیه
- جیمز کرامول، در نقش هنری، دکتر روی کان

## موسیقی متن
موسیقی متن این فیلم، ساختهٔ توماس نیومن، نامزد دریافت جایزهٔ گرمی بهترین موسیقی برای فیلم، فیلم تلویزیونی یا سایر محصولات بصری شده‌است.

## تولید
کری براکو، تهیه‌کنندهٔ اجرایی فرشتگان در آمریکا، متن نمایشنامهٔ کوشنر را اولین بار در ۱۹۸۹ خوانده بود، اما بیش از ده سال طول کشید تا او بتواند اقتباس تلویزیونی این نمایش را که در ۱۹۹۱ روی صحنه رفته بود، تولید کند. در سال ۱۹۹۳ آل پاچینو پذیرفت نقش روی کان را بازی کند. در این زمان نام چند نفر به عنوان کارگردان شنیده می‌شد. یکی از آنها رابرت آلتمن بود که از سال ۱۹۹۳ تا ۱۹۹۴ روی این فیلم کار کرد، اما بعد بودجهٔ فیلم با مشکل مواجه شد و آلتمن ناچار شد پروژه را رها کند. استودیوهای فیلمسازی چندان مایل نبودند ریسک تولید دو فیلم ۱۵۰ دقیقه‌ای متوالی آن هم با ۴۰ میلیون دلار بودجه را بپذیرند. در نتیجه کوشنر تلاش کرد کل نمایشنامه را در قالب یک فیلم سینمایی جا دهد. کاری که البته به دلیل حجم زیاد داستان غیرممکن بود. در نهایت قرار شد فیلم در قالب مینی‌سریال تولید شود. تا اواخر دههٔ نود نوشتن فیلمنامه همچنان ادامه داشت. در همین زمان شبکهٔ اچ بی او به عنوان تهیه‌کننده پیش‌قدم شد و ۶۰ میلیون دلار بودجه برای فیلم برآورد کرد.
در سال ۲۰۰۱، براکو که در فیلم هوش (۲۰۰۱) با بازی اما تامسون، که آن هم اقتباس از نمایشنامه‌ای با همین نام بود، با مایک نیکولز همکاری داشت، فیلمنامهٔ فرشتگان در آمریکا را به نیکولز نشان داد. مریل استریپ، آل پاچینو و اما تامسون که اخیراً با نیکولز کار کرده بودند، به سرعت به عنوان بازیگران اصلی انتخاب شدند. از میان بازیگران نسخهٔ تئاتری، تنها جفری راش در فیلم هم حضور دارد. او در سال ۱۹۹۴ برای بازی‌اش در نمایش فرشتگان در آمریکا جایزهٔ تونی بهترین بازیگر مرد را به دست آورده بود. فیلمبرداری در ماه مه ۲۰۰۲ آغاز شد و پس از ۱۳۷ جلسه فیلمبرداری در ژانویهٔ ۲۰۰۳ به پایان رسید. بیشتر فیلم در استودیوی کافمن آستریا در شهر نیویورک فیلمبرداری شد و برخی صحنه‌های مهم در پای مجسمهٔ بتسدا، در سنترال پارک منهتن. سکانس بهشت در تیولی (ایتالیا) فیلمبرداری شده‌است در بنایی باستانی به سبک رومن به نام ویلای هادرین که متعلق به اوایل قرن دوم میلادی است.
طراح جلوه‌های ویژهٔ این سریال ریچارد ادلوند (طراح تریلوژی جنگ ستارگان) است که دو سکانس مهم ورود فرشته و سکانس افتتاحیهٔ فیلم، آنجا که فرشتهٔ مجسمهٔ بتسدا چشم‌هایش را باز می‌کند و انگار زنده می‌شود، را طراحی کرده‌است.

## نظر منتقدان
نیویورک تایمز نوشت که نسخهٔ تلویزیونی مایک نیکولز [از این نمایشنامه] خود اثری هنری است.
در مقاله‌ای در بوستون گلوب آمده: کارگردانی مایک نیکولز و بازی بازیگران فیلم با هدایت مریل استریپ از یک نمایشنامهٔ برندهٔ پولیتزر و تونی، اثری اعجاب‌انگیز و سحرآمیز ساخته‌است.

## جوایز گلدن‌گلاب
- بهترین مینی سریال یا فیلم تلویزیونی
- بهترین بازیگر مرد مینی‌سریال یا فیلم تلویزیونی (آل پاچینو)
- بهترین بازیگر زن مینی‌سریال یا فیلم تلویزیونی (مریل استریپ)
- بهترین بازیگر نقش مکمل مرد مینی‌سریال یا فیلم تلویزیونی (جفری رایت)
- بهترین بازیگر نقش مکمل زن مینی‌سریال یا فیلم تلویزیونی (مری لوییس پارکر)

## جوایز امی
فرشتگان در آمریکا، در سال ۲۰۰۴، با ۱۱ جایزه از ۲۱ نامزدی، رکورد برنامهٔ تلویزیونی‌ای که در یک سال بیشترین جوایز امی را از آن خود کرده، شکست. این رکورد پیش‌تر متعلق به ریشه‌ها بود و چهار سال بعد توسط جان آدامز (مجموعه تلویزیونی) شکسته شد.
برنده:
- بهترین مینی‌سریال
- بهترین کارگردانی مینی‌سریال یا فیلم (مایک نیکولز)
- بهترین بازیگر نقش اول مرد مینی‌سریال یا فیلم (آل پاچینو)
- بهترین بازیگر نقش اول زن مینی‌سریال یا فیلم (مریل استریپ)
- بهترین بازیگر نقش مکمل مرد مینی‌سریال یا فیلم (جفری رایت)
- بهترین بازیگر نقش مکمل زن مینی‌سریال یا فیلم (مری لوییس پارکر)
- بهترین انتخاب بازیگر برای مینی‌سریال یا فیلم
- بهترین طراحی صحنه برای مینی‌سریال یا فیلم (قسمت اول و دوم)
- بهترین گریم برای مینی‌سریال یا فیلم (بدون تفکیک)
- بهترین صداگذاری برای مینی‌سریال یا فیلم یک دوربینه
- بهترین فیلمنامه برای مینی‌سریال یا فیلم (تونی کوشنر)[۹]

نامزد:
- بهترین بازیگر نقش اول زن مینی‌سریال یا فیلم (اما تامسون)
- بهترین بازیگر نقش مکمل مرد مینی‌سریال یا فیلم (پاتریک ویلسون، بن شنکمن، جاستین کرک)
- بهترین تیتراژ
- بهترین جلوه‌های ویژه برای مینی‌سریال یا فیلم
- بهترین تدوین برای مینی‌سریال یا فیلم یک دوربینه
- بهترین فیلمبرداری برای مینی‌سریال یا فیلم
- بهترین طراحی لباس برای مینی‌سریال یا فیلم
- بهترین آرایش مو برای مینی‌سریال یا فیلم

## سایر جوایز
Broadcast Film Critic
- بهترین فیلم تلویزیونی

انجمن کارگردانان آمریکا (DGA)
- بهترین دستاورد کارگردانی در فیلم‌های تلویزیونی (مایک نیکولز)

GLAAD Media Awards
- بهترین مینی‌سریال یا فیلم تلویزیونی

جایزه گرمی
- بهترین آلبوم موسیقی برای فیلم، فیلم تلویزیونی یا سایر محصولات بصری

National Board of Review
- بهترین فیلم ساخته شده برای تلویزیون کابلی

انجمن تهیه‌کنندگان آمریکا (PGA)
- تهیه‌کنندهٔ سال (مایک نیکولز، کری براکو، سلیا دی. کوستاس و مایکل هیلی)

Satellite Awards
- بهترین مینی‌سریال
- بهترین بازیگر زن- مینی‌سریال یا فیلم تلویزیونی (مریل استریپ)
- بهترین بازیگر مرد- مینی‌سریال یا فیلم تلویزیونی (آل پاچینو)
- بهترین بازیگر نقش مکمل مرد- سریال، مینی‌سریال یا فیلم تلویزیونی (جاستین کرک)
- بهترین بازیگر نقش مکمل مرد- سریال، مینی‌سریال یا فیلم تلویزیونی (پاتریک ویلسون)
- بهترین بازیگر نقش مکمل مرد- سریال، مینی‌سریال یا فیلم تلویزیونی (جفری رایت)
- بهترین بازیگر نقش مکمل زن- سریال، مینی‌سریال یا فیلم تلویزیونی (مری لوییس پارکر)
- بهترین بازیگر نقش مکمل زن- سریال، مینی‌سریال یا فیلم تلویزیونی (اما تامسون)

انجمن بازیگران سینما و تلویزیون (SAG)
- بهترین بازیگر زن- مینی‌سریال یا فیلم تلویزیونی (مریل استریپ)- برنده
- بهترین بازیگر مرد- مینی‌سریال یا فیلم تلویزیونی (آل پاچینو)- برنده
- بهترین بازیگر مرد- مینی‌سریال یا فیلم تلویزیونی (جاستین کرک)
- بهترین بازیگر مرد- مینی‌سریال یا فیلم تلویزیونی (جفری رایت)
- بهترین بازیگر زن- مینی‌سریال یا فیلم تلویزیونی (مری لوییس پارکر)
- بهترین بازیگر زن- مینی‌سریال یا فیلم تلویزیونی (اما تامسون)